# Prosekia pearsei
Prosekia pearsei là một loài chân đều trong họ Philosciidae. Loài này được Vandel miêu tả khoa học năm 1952.